# USS LST-859
O USS LST-859 foi um navio de guerra norte-americano da classe LST que operou durante a Segunda Guerra Mundial.